# Déborah Heissler
Œuvres principales
- Les Nuits et les Jours, éd. Æncrages & Co (2020)
- Sorrowful Songs, éd. Æncrages & Co (2015)
- Chiaroscuro, éd. Æncrages & Co (2013)
- Comme un morceau de nuit, découpé dans son étoffe, Cheyne éditeur (2010)
- Près d'eux, la nuit sous la neige, Cheyne éditeur (2005)

Déborah Heissler  (née le 5 mai 1976 à Mulhouse) est une auteure et critique littéraire française.
Membre de la Maison des écrivains et de la littérature (Mel), elle a également été distinguée dès ses débuts par plusieurs récompenses littéraires tels que le « prix de la Vocation en poésie » de la Fondation Bleustein-Blanchet (2005), le « Prix international de poésie francophone Yvan Goll » (2011) ou le « Prix du poème en prose Louis Guillaume » (2012).

#### Jurys littéraires

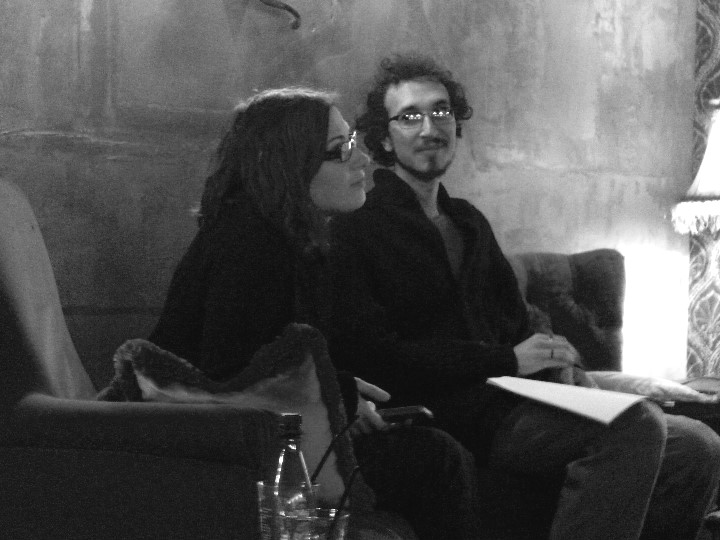
Déborah Heissler en compagnie de Jacob Bromberg (USA) au Delaville Café (Ivy Writers Reading Series, Paris, 2013).

## Biographie

### Formation
Déborah Heissler est née à Mulhouse en 1976 (de mère polonaise et de père français). En 1988 elle décroche une bourse d'écriture « Antoinette et Pol Neveux » de l'Académie française qui récompense les progrès en langue française et suit en parallèle une formation au piano de 1980 à 1998. 
De 1994 à 2008, elle se consacre à l'étude de la littérature contemporaine et des sciences de l'Information et métiers de la culture à l’université de Haute-Alsace de Mulhouse. Elle devient docteur en littérature française en décembre 2005 – au sein de l'Institut de recherche en langues et littératures européennes (EA 4363) en soutenant des travaux de thèse sur la poésie de Philippe Jaccottet – et publie son premier recueil de poèmes (Près d'eux, la nuit sous la neige, Cheyne) au même moment, grâce à l'attribution du Prix de la Vocation de La Fondation Bleustein-Blanchet. 
Au printemps 2007, elle achève son cursus universitaire par un stage d'étude à la bibliothèque-musée de l'Opéra Garnier sur une partie du fonds photographique Roger Pic consacré à la danse à l'Opéra Garnier dans les années 1960, où elle découvre le travail de Jiří Kylián, Pina Bausch, Angelin Preljocaj, William Christie ou Nicolas Le Riche entre autres.

### Enseignement

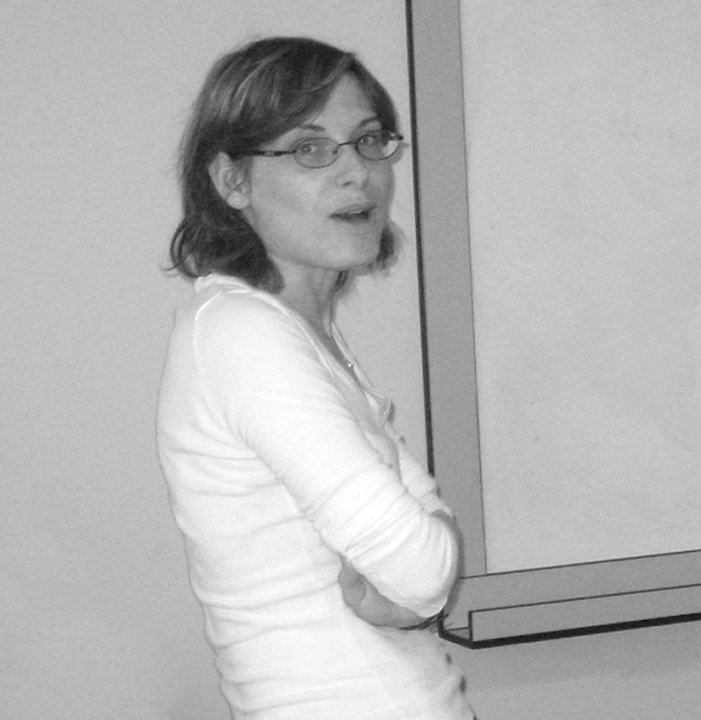
Université Naresuan de Phitsanulok, Thaïlande (été 2010).

De 2007 à 2010, elle séjourne en Inde, en Chine, puis en Thaïlande et au Viêt Nam, où elle enseigne la langue française dans différentes universités et départements de langue française. De son séjour à l'Université de Xiangtan, dans le Hunan en Chine, elle rapportera de nombreuses photographies ainsi qu'une partie de son recueil Comme un morceau de nuit, découpé dans son étoffe (Cheyne, 2010), Prix international de poésie francophone Yvan Goll 2011 et Prix du poème en prose Louis Guillaume 2012.

### Écriture
De retour en France, elle obtient une bourse d'auteur du Centre Régional du Livre de Franche-Comté, qui lui permettra de réaliser une résidence d'auteur à Baume-les-Dames et donnera lieu, en 2013, à la publication de Chiaroscuro (en collaboration avec le peintre et plasticien André Jolivet. Le CNL lui attribue un crédit de résidence au printemps 2013, pour la Maison de la poésie de Rennes (qui lui permettra non seulement de poursuivre sa collaboration avec des éditeurs typographes, mais aussi de découvrir le travail d'artistes peintres ou plasticiens donnant par la suite lieu à plusieurs livres d'artistes).

### Poésie

#### Tirages courants et livres d'artistes
- Les Nuits et les Jours [en collaboration avec Joanna Kaiser (Pologne)], préface de Cole Swensen (États-Unis) traduite en français par Virginie Poitrasson, Æncrages & Co, coll. Ecri(peind)re, Baume-les-Dames, 2020.
- Collisions douces, [Livre d'artiste en collaboration avec Armand Dupuy, Philippe Agostini et Roland Chopard (France)], 9 exemplaires dont un exemplaire d'artiste, achevé d'imprimer sur les presses d'Æncrages & Co le 09 août 2017.
- Tristesse et beauté. Hommage à Yasunari Kawabata (Japon) [Livre pauvre en collaboration avec Philippe Agostini (France)], 4 exemplaires dont un destiné à la collection Daniel Leuwers, 2017.
- Morte Saison. Hommage à Nicolas Bouvier (Suisse) [Livre pauvre en collaboration avec Philippe Agostini (France)], 4 exemplaires dont un destiné à la collection Daniel Leuwers, 2016.
- Sorrowful Songs [en collaboration avec Peter Maslow (États-Unis)], préface de Claude Chambard (France), Æncrages & Co, coll. Voix de chants, Baume-les-Dames, 2015.
- Kanten [Livre d'artiste sur des illustrations de Michel Remaud], tiré à 7 exemplaires sur papier BFK Rives (31,5 x 16,5). 5 planches sous coffret, 2015.
- Le monde d'Eros [Livre d'artiste en collaboration avec André Jolivet (France)], tiré à 4 exemplaires dans un format 21 × 25 cm, Voltije Éditions Ltd, 2015.
- Chiaroscuro [en collaboration avec André Jolivet (France)], préface de Sabine Huynh (Israël), Æncrages & Co, coll. Voix de chants, Baume-les-Dames, 2013.
- Viennent / en silence [Livre d'artiste en collaboration avec André Jolivet (France)], tiré à 9 exemplaires dans un format 27 x 27 cm avec un coffret, Voltije Éditions, 2012.
- Comme un morceau de nuit, découpé dans son étoffe, préface de Dominique Sorrente (France), Éditions Cheyne, coll. Grise, Chambon-sur-Lignon, 2010.
- Près d'eux, la nuit sous la neige, Éditions Cheyne, coll. Vocation, Chambon-sur-Lignon, 2005.

#### Parutions en anthologies

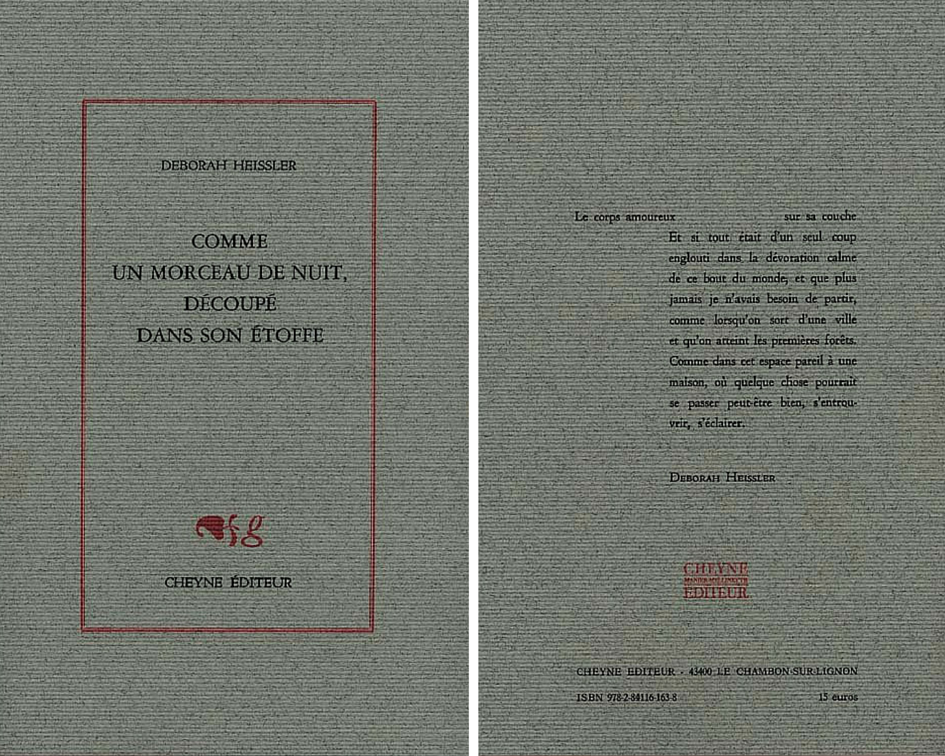
Comme un morceau de nuit, découpé dans son étoffe, Préface de Dominique Sorrente, Éditions Cheyne, coll. Grise, Chambon-sur-Lignon, 2010.

- « Noeuds Négatifs », in Écrire l'art – Dossier des ouvrages exécutés (2019), dir. Sandrine Wymann et Jennifer K. Dick, éd. Kunsthalle Mulhouse.
- « Deux figures dansantes graduellement » [poème] (2005), repris dans Gare maritime, anthologie écrite et sonore de poésie contemporaine, 2014, dir. Magali Brazil, Maison de la Poésie de Nantes.
- « Loin » [poème] 2010, repris dans la revue en ligne Terres de femmes 2013 : 102 femmes poètes contemporaines (anthologie poétique, 2013, dir. Angèle Paoli).
- « Tu » [inédit] (2012), poème pour L'Anthologie poétique francophone de voix féminines contemporaines (textes réunis par Sabine Huynh, Andrée Lacelle, Angèle Paoli et Aurélie Tourniaire), 2012, Montélimar, Éditions Voix d'encre.
- « — cette rumeur […] » [poème] (2005), repris dans L'Année poétique 2007 [Avant-propos de Bruno Doucey], 2007, Paris, éd. Seghers.

#### Parutions collectives
- L’Orientale [poèmes], in Les Cahiers slaves, Hors série, Paris IV – Sorbonne, 2009.
- Scherzando [prose], in Les Cahiers slaves, Hors-série, Paris IV – Sorbonne, 2008.
- Sur l’arbre de Judée [prose], in Les Cahiers slaves, Hors-série, Paris IV – Sorbonne, 2005.
- Offrant-e [poème], in Paroles d’argile, SCDE, Paris IV – Sorbonne, 2004.

#### Préfaces
- Anthologie poétique francophone de voix féminines contemporaines 2012, [textes réunis par Sabine Huynh, Andrée Lacelle, Angèle Paoli et Aurélie Tourniaire, en partenariat avec Terres de femmes], Montélimar, Éditions Voix d'encre.

#### Parutions en revues

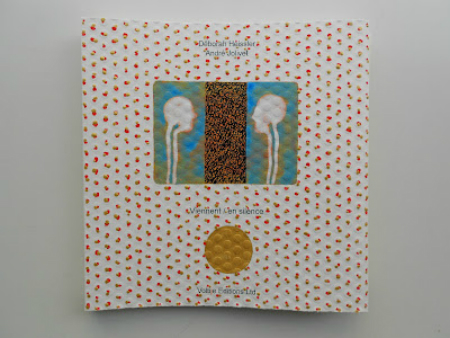
Viennent / en silence, [livre d'artiste] en collaboration avec le plasticien André Jolivet, 9 exemplaires dans un format avec un coffret, Voltije Éditions, 2012.

##### Revues françaises
Publication de textes critiques ou poèmes inédits dans la revue Bacchanales à l'issue du Prix de poésie des Jardins de Talcy (organisé par la RMN en 2003) ; dans la revue Diptyque ; dans la revue Nunc ; dans la revue Arpa ; dans le CCP (Cahier Critique de Poésie) au CipM; dans la Nouvelle revue d'esthétique (PUF) ; dans la revue Raise. Magazine photographique. 
Contributions dans la revue D'Ici là (dir. Pierre Ménard) [no 1 « Nous dormons notre vie d'un sommeil sans rêves » (2008), no 3 « La musique savante manque à notre désir » (2009) et no 7 « Le présent n’est que la crête du passé et l’avenir n’existe pas » (2011)], sur Publie.net. 

##### Revues étrangères (en traduction)
Poésie traduite (en anglais, espagnol, polonais, macédonien) parue dans : les publications anglophones Paris lit up Magazine, n°3, 2015, USA (avec des traductions en langue anglaise de Jacob Bromberg) ainsi que dans la revue SET, n°3, 2017, USA (in trad. Jacob Bromberg) ; dans la revue Buenos Aires Poetry, mars 2017, Argentine (avec des traductions en espagnol de Mariano Rolando Andrade). Plus récemment, certains de ses textes ont été traduits en polonais par l'écrivain et traducteur Jan Maria Kłoczowski et en macédonien par Zvonko Taneski.

### Publications critiques

#### Contributions universitaires
- « Et non pas rien que sa trace de cendre : absence et effet(s) de présence dans A la lumière d’hiver de Philippe Jaccottet », Signes de feu, 2009, dir. Eric Lysøe, Paris, éd. L’Harmattan, coll. « Orizons », Universités – Domaine littéraire, p. 195-204.
- « L’usage du blanc et de cela que rien ne mesure “Muzik, Muzik […] il parlait de Mozart (Robert Antelme, L’Espèce humaine)” », Éducation – Littérature – Culture, 2008, dir. Anne Bandry, Paris, L’Harmattan, coll. « Orizons », Universités – Domaine littéraire, p. 155-163.
- « L’exercice des labyrinthes comme l’expérience de l’abîme : Paris de Julien Green », in Creliana, no 6, Babel-Labyrinthe : destins (post)-modernes de deux mythes, 2007, Mulhouse, p. 181-192.
- « Écrire en peintre : le "cantabile de la neige" chez Philippe Jacottet », in Ombre et Lumière dans la poésie belge et suisse de langue française, 2007, dir. P. Schnyder et E. Lysøe, Strasbourg, Presses universitaires de Strasbourg, coll. « Europes littéraires », p. 323-332.
- « D’un lieu, l’autre – entre identité et invention de soi : 13 poèmes inspirés du haïku de Sylviane Dupuis », in Visions de la Suisse : projets et rejets, 2005, dir. P. Schnyder, Presses universitaires de Strasbourg, « Helvetica », p. 327-338.
- « Requiem blanc et or – les couleurs du crépuscule », in Les Chemins de Gustave Roud, 2004, dir. P. Schnyder, Strasbourg, Presses universitaires de Strasbourg, « Europes littéraires », p. 105-130.
- « Miroir et matière de seuil », in Creliana, no 3, Portes et fenêtres, 2004, Mulhouse, p. 91-103.
- « Les Poésies d’André Walter ou l’Itinéraire symbolique, vie et mort d’un poète », in André Gide et la tentation de la modernité, 2002, P. Schnyder et R. Kopp dir., Paris, Gallimard, « Les Cahiers de la NRF », p. 242-269.

### Recensions critiques

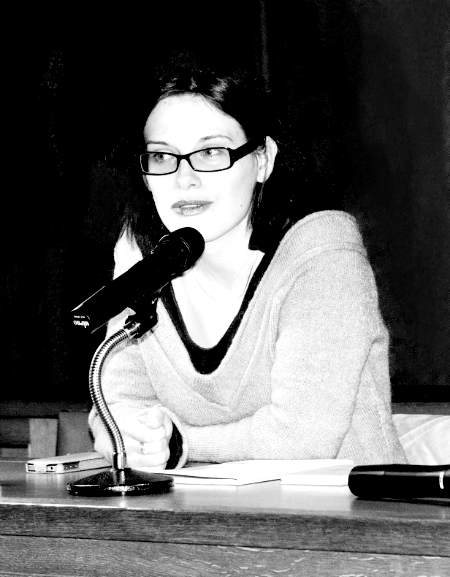
Déborah Heissler lors de la remise du Prix du poème en prose Louis Guillaume, Bibliothèque historique de la Ville de Paris, (printemps 2012).

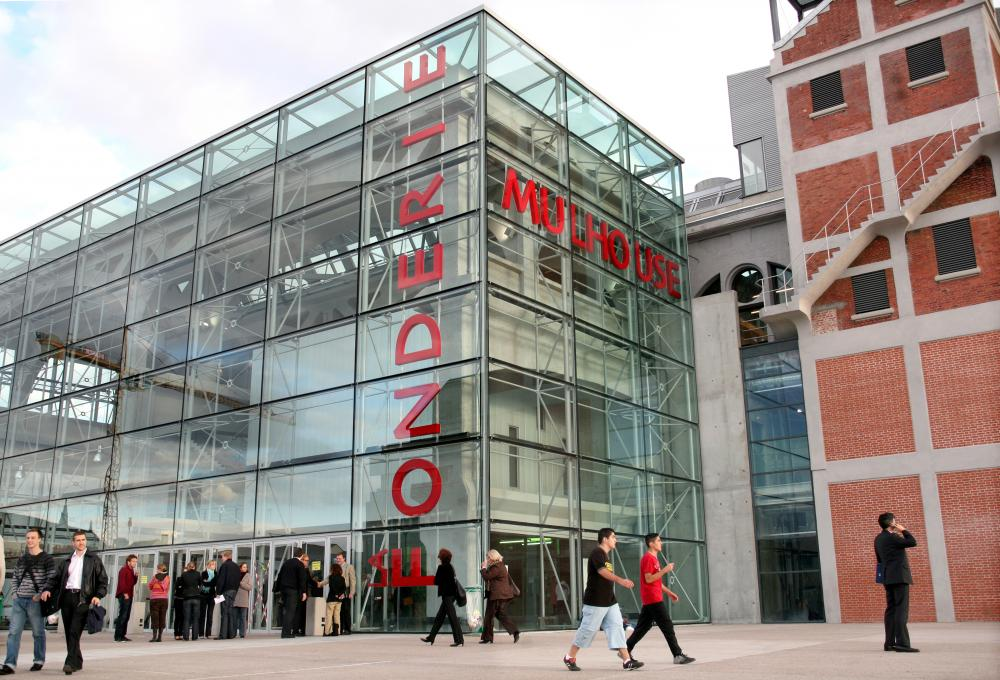
Espace Fonderie, Kunsthalle Mulhouse